# Силагадзе, Лука
Лу́ка Силага́дзе (груз. ლუკა სილაგაძე; род. 21 апреля 1999, Тбилиси) — грузинский футболист, нападающий клуба РФС.

## Карьера

### «Рустави»
Воспитанник футбольной академии тбилисского «Динамо». В июле 2017 года футболист перешёл в тбилисский «Локомотив». Свой единственный матч за основную команду клуба футболист сыграл 4 ноября 2017 года против клуба «Шукура», выйдя на замену на 65 минуте. В январе 2018 года футболист на правах свободного агента присоединился к клубу «Рустави». Дебютный матч за клуб футболист сыграл 9 июня 2018 года против клуба «Сиони», выйдя на замену на 75 минуте. Первоначально футболист был игроком скамейки запасных, однако затем под конец сезона смог закрепиться в основной команде, став одним из ключевых игроков. По итогу дебютного сезона вместе с клубом завершил чемпионат на итоговом седьмом месте.
В начале 2019 года футболист стал полноценно готовиться к новому сезону с основной командой, также став капитаном клуба. Первый матч в новом сезоне футболист сыграл 2 марта 2019 года против тбилисского «Локомотива», выйдя на поел в стартовом составе и отличившись своей дебютной результативной передачей. Дебютный гол за клуб футболист забил 4 мая 2019 года в матче против клуба «ВИТ Джорджия». На протяжении всего сезона футболист был одним из ключевых игроков клуба, отличившись 6 забитыми голами и 3 результативными передачами во всех турнирах. По итогу сезона футболист вместе с клубом завершил чемпионат на итоговом восьмом месте, отправившись в стыковые матчи за сохранение прописки, где по сумме матчей уступили клубу «Телави».

### «Валмиера»
В январе 2020 года футболист перешёл в латвийскую «Валмиеру». Дебютировал за клуб футболист 15 июня 2020 года в матче против «Риги», выйдя на замену на 81 минуте. Дебютный гол за клуб футболист забил 17 июля 2020 года против клуба «Даугавпилс». В августе 2020 года футболист вместе с клубом отправился на квалификационный матч Лиги Европы УЕФА. Дебютировал футболист в рамках еврокубкового турнира 27 августа 2020 года в матче первого квалификационного раунда против польского «Леха», который по итогу оказался сильнее и прошёл в следующий квалификационный раунд. На протяжении всего сезона футболист был одним из основных игроков латвийского клуба, отличившись 4 забитыми голами и 2 результативными передачами. По итогу дебютного сезона футболист вместе с клубом стал бронзовым призёром чемпионата.
Новый сезон футболист начал 14 марта 2021 года с матча против клуба РФС, выйдя на поле в стартовом составе и отличившись первой в сезоне результативной передачей. Первым забитым голом в сезоне футболист отличился 24 апреля 2021 года в матче против клуба «Метта». В июле 2021 года футболист вместе с клубом отправился на квалификационные матчи Лиги конференций УЕФА. Первый матч в рамках еврокубкового турнира футболист сыграл 8 июля 2021 года против литовского клуба «Судува». По итогу ответной встречи литовская «Судува» оказалась сильнее и прошла в следующий квалификационный раунд, однако сам футболист был вне заявки на матч. Начинал сезон футболист в роли одного из основных игроков клуба, однако в второй половине чемпионата стал меньше выходить на поле, отличившись забитым голом и 6 результативными передачами. По итогу сезона футболист вместе с клубом стал серебряным призёром чемпионата.
Следующий сезон футболист начал 12 марта 2022 года с матча против «Риги», выйдя на поле в стартовом составе. Первым в сезоне забитым голом футболист отличился 10 апреля 2022 года в матче против клуба «Ауда». В июле 2022 года футболист вместе с клубом отправился на квалификационные матчи Лиги конференций УЕФА. Первый матч в рамках еврокубкового турнира футболист сыграл 21 июля 2022 года против северомакедонского клуба «Шкендия». По итогу ответной встречи 28 июля 2022 года севермакедонская «Шкендия» оказалась сильнее и прошла в следующий квалификационный раунд. На протяжении всего сезона футболист был одним из основных игроков клуба, чередуя матчи в стартовом составе и выходя на поле со скамейки запасных, отличившись 5 забитыми голами и 5 результативными передачами. По итогу сезона футболист стал победителем чемпионата. В январе 2023 года футболист покинул клуб по окончании срока действия контракта.

### «Сабуртало»
В январе 2023 года футболист на правах свободного агента перешёл в грузинский клуб «Сабуртало». Дебютировал за клуб футболист 26 февраля 2023 года в матче против кутаисского «Торпедо», выйдя на поле в стартовом составе. Дебютный гол за клуб футболист забил 8 марта 2023 года в матче против «Шукуры». В матче 15 августа 2023 года против «Шукуры» футболист отличился забитым дублем. По итогу сезона футболист вместе с клубом завершил чемпионат на итоговом шестом месте. Вместе с клубом стал обладателем Кубка Грузии, где в финале 2 декабря 2023 года победили тбилисское «Динамо». На протяжении всего сезона футболист был в клубе одним из ключевых игроков, отличившись 12 забитыми голами и результативной передачей во всех турнирах. По окончании срока действия контракта футболист покинул грузинский клуб.

### «Лиепая»
В январе 2024 года футболист на правах свободного агента перешёл в латвийскую «Лиепаю». Дебютировал за клуб футболист 9 марта 2024 года в матче против клуба «Тукумс 2000», выйдя на поле в стартовом составе. Дебютным забитым голом за клуб футболист отличился 14 апреля 2024 года в матче против «Валмиеры».

## Международная карьера
В ноябре 2018 года футболист получил вызов в молодёжную сборную Грузии. Дебютировал за сборную 16 ноября 2018 года в товарищеском матче против сборной Украины. В сентябре 2019 года футболист в составе сборной отправился на квалификационные матчи молодёжного чемпионата Европы. В первом матче на турнире 5 сентября 2019 года против сборной Лихтенштейна футболист отличился своей дебютной результативной передачей.

## Достижения
«Валмиера»
- Чемпион Латвии: 2022

«Сабуртало»
- Обладатель Кубка Грузии: 2023